# Амедин
Амедин — македонский сатрап ариаспов в IV веке до н. э.

## Биография
Амедин занимал при персидском царе Дарии III должность секретаря. При неизвестных из исторических источников обстоятельствах Амедин перешёл на сторону Александра Македонского.
После казни Филоты и его отца Пармениона в 330 году до н. э. Александр повел свою армию дальше на восток. Через несколько дней македоняне вступили на землю ариаспов, называемых эвергетами, то есть «благодетелями». Такое название они получили в благодарность за содействие Киру во время его похода на скифов. Александр, убедившись в доброжелательном к себе отношении со стороны ариаспов, поставил над ними, по свидетельству Курция Руфа, правителем Амедина. По предположению Г. Берве, Амедин мог быть уроженцем этой местности. Однако Диодор указал, что сатрапом этих земель, равно как Гедросии, стал Тиридат, бывший, видимо, казначеем в Персеполе, ранее добровольно выдавшим сокровища македонянам. Арриан же отметил, что ариаспы, чьим образом жизни, при котором они «соблюдают справедливость наравне с лучшими людьми Эллады», восхитился Александр, остались независимыми. Но А. Босворт посчитал эту свободу номинальной.